# Selecció de futbol de Guatemala
La selecció de futbol de Guatemala representa a Guatemala a les competicions internacionals de futbol. És controlada per la Federació de Guatemala de Futbol.

## Història
La selecció es creà l'any 1919, i s'afilià a la FIFA el 1946. També és membre de la CONCACAF. Va guanyar el Campionat de la CONCACAF de 1967 i el Campionat de la UNCAF de 2001.

## Participacions en la Copa del Món
- Del 1930 al 1954 - No participà
- Del 1958 al 1962 - No es classificà
- 1966 - No participà
- Del 1970 al 2018 - No es classificà

## Participacions en el Campionat de la CONCACAF
- 1963 - Primera ronda
- 1965 - Finalista
- 1967 - Campió
- 1969 - Finalista
- 1971 - No es classificà
- 1973 - Cinquena posició
- 1977 - Cinquena posició
- 1981 - No es classificà
- 1985 - Primera ronda
- 1989 - Quarta posició
- 1991 - Primera ronda
- 1993 - No participà
- 1996 - Quarta posició
- 1998 - Primera ronda
- 2000 - Primera ronda
- 2002 - Primera ronda
- 2003 - Primera ronda
- 2005 - Primera ronda
- 2007 - Quarts de final
- 2009 - No es classificà
- 2011 - Quarts de final
- 2013 - No es classificà
- 2015 - Primera ronda
- 2017 Descalificat

## Participacions en el Campionat de la UNCAF de Nacions
- 1991 - Tercera posició
- 1993 - No participà
- 1995 - Finalista
- 1997 - Finalista
- 1999 - Finalista
- 2001 - Campió
- 2003 - Finalista
- 2005 - Tercera posició
- 2007 - Tercera posició
- 2009 - Primera ronda

## Participacions en els Jocs Olímpics
- Del 1896 al 1924 - No participà
- Del 1928 al 1964 - No es classificà
- 1968 - Sisena posició
- 1972 - No es classificà
- 1976 - Primera ronda
- 1980 - No es classificà
- 1984 - No es classificà
- 1988 - Primera ronda
- Del 1992 al 2008 - No es classificà

## Entrenadors
- Alfredo Cuevas 1955-1957
- José Alberto Cevasco 1960-1961
- Afro Geronazzo 1961
- César Viccino 1965
- Rubén Amorín 1967
- César Viccino 1968-1969
- Lorenzo Ausina Tur 1969
- Carmelo Faraone 1971
- Afro Geronazzo 1971-1972
- Rubén Amorín 1972
- Néstor Valdez Moraga 1972
- Rubén Amorín 1976
- Carlos Cavagnaro 1976
- Carlos Wellman 1976
- José Ernesto Romero 1979
- Rubén Amorín 1980
- Carlos Cavagnaro 1983
- Dragoslav Šekularac 1984-1985
- Julio César Cortés 1987
- Jorge Roldán 1988
- Rubén Amorín 1989-1990
- Haroldo Cordón 1991
- Miguel Ángel Brindisi 1992
- Jorge Roldán 1995
- Juan Ramón Verón 1996
- Horacio Cordero 1996
- Miguel Ángel Brindisi 1997-1998
- Carlos Bilardo i  Eduardo Luján Manera 1998
- Benjamín Monterroso 1999
- Carlos Miloc 2000
- Julio César Cortés 2000-2003
- Víctor Manuel Aguado 2003
- Ramón Maradiaga 2004-2005
- Hernán Darío Gómez 2006-2008
- Ramón Maradiaga 2008
- Benjamín Monterroso 2008-2009

## Jugadors

### Jugadors amb més partits
* Futbolista encara en actiu.
| # | Nom                | Anys         | Partits |
| - | ------------------ | ------------ | ------- |
| 1 | Víctor Hugo Monzón | 1979-1992    | 103     |
| 2 | Guillermo Ramírez* | 1997-present | 91      |
| 3 | Juan Carlos Plata  | 1996-2006    | 86      |
| 4 | Carlos Ruíz*       | 1998-present | 83      |
| 5 | Allan Wellmann     | ?-1989       | 82      |

### Jugadors amb més gols
* Futbolista encara en actiu.
| # | Nom               | Anys         | Gols |
| - | ----------------- | ------------ | ---- |
| 1 | Carlos Ruíz*      | 1998-present | 41   |
| 2 | Juan Carlos Plata | 1996-2006    | 35   |
| 3 | Carlos Toledo     |              | 25   |
| 4 | Mario Camposeco   | 1943-1951    | 23   |
| 5 | Fredy García*     | 2000-present | 20   |

## Estadístiques
- Primer partit

| Guatemala | 10 - 1 | Hondures |
| --------- | ------ | -------- |
|           |        |          |

 Ciutat de Guatemala, Guatemala
- Major victòria

| Guatemala | 10 - 1 | Hondures |
| --------- | ------ | -------- |
|           |        |          |

 Ciutat de Guatemala, Guatemala
- Major derrota

| Costa Rica | 9 - 1 | Guatemala |
| ---------- | ----- | --------- |
|            |       |           |

 San José, Costa Rica